# Улрих фон дер Алтенклинген
Улрих фон дер Алтенклинген (на немски: Ulrich von der Altenklingen, Ritter; † 1 март или 1 юли 1363) е рицар от род фон Клинген, господар на Алтенклинген в Кантон Тургау в Швейцария.

## Произход
Той е син на рицар Улрих фон Клинген († сл. 1304) и съпругата му фон Регенсберг. Брат е на Валтер фон Клинген († сл. 1325), Хайнрих фон Клинген († 9 юли 1386, битка при Земпах) и на Аделхайд фон Клинген († сл. 1342), омъжена за Йоханес фон Белмонт († 1345/1356).
Родът фон Клинген измира през 1395 г.

## Фамилия
Улрих фон дер Алтенклинген се жени за Клара фон Лупфен, внучка на ландграф Еберхард I фон Лупфен-Щюлинген († сл. 1302), дъщеря на Хуго фон Лупфен-Щюлинген († сл. 1327), граф на Лупфен и ландграф на Щюлинген, и Анна фон Фрауенберг († сл. 1327). Те имат четири деца:
- Улрих фон Клинген († сл. 1366)
- Еберхард фон Клинген († сл. 1387)
- ? Верена фон Клинген († сл. 1398), омъжена за Улрих фон Ландсберг-Грайфензее († 27 април 1413)
- ? Маргарета фон дер Алтенклинген († сл. 1390), омъжена за Рудолф II фон Арбург († 21 септември 1392)

## Галерия
- Дворец Алтенклинген
- Дворец Алтенклинген, ок. 1760